# Dimitrios Tsionanis
Dimitrios Tsionanis (griechisch Δημήτριος Τσιονάνης, * 31. August 1961 in Alistrati, Griechenland) ist ein ehemaliger deutsch-griechischer Fußballspieler. 

## Vereinskarriere
Tsionanis gehörte seit 1971 dem Jugendbereich des SV Waldhof Mannheim an und verbrachte anschließend auch seine gesamte Profizeit beim SV Waldhof. Dabei bestritt er in der 2. Bundesliga zwischen 1981/82 und 1982/83 und in der Saison 1990/91 42 Spiele und 20 Spiele in der zweiten Liga Süd. Des Weiteren bestritt Tsionanis 146 Bundesligaspiele zwischen 1983/84 und 1989/90, in denen ihm sechs Tore gelangen und er zwanzig gelbe Karten sah. Den größten Erfolg feierte Tsionanis mit Platz 6 in der Fußball-Bundesliga 1984/85. Von Anfang 2011 bis Mitte 2013 war er Trainer des Kreisligisten Enosis Mannheim.

## Länderspiele
Er bestritt ein Länderspiel für Griechenland. Am 24. September 1986 kam er bei einer 1:3-Niederlage in einem Freundschaftsspiel gegen Spanien in der 76. Minute für Kostas Mavridis aufs Feld.

## Zitate über Dimitrios Tsionanis
Max Merkel sagte von ihm, er köpfe auch eine Kiste Cola aus dem Strafraum.
Frank Mill bezeichnete ihn 2015 in einem Interview als schlimmsten Gegenspieler, den er hatte, da „er ziemlich klein, schnell, sehr robust und fies“ war, aber „außerhalb des Platzes ein netter Kerl“.

## Erfolge
- Deutsche A-Jugend Meisterschaft 1980[6]

## Privates
- Heute führt er die Vereinsgaststätte Bei Dimi des SV Waldhof Mannheim.[4]
- Sein Bruder Pantelis Tsionanis war ebenfalls für den SV Waldhof Mannheim aktiv und bestritt ein Bundesligaspiel in der Saison 1983/84 sowie 16 Zweitligaspiele zwischen 1981 und 1983.[7]